# Cyclosorus
Cyclosorus es un género de helechos perteneciente a la familia Thelypteridaceae.

## Especies seleccionadas
- Cyclosorus interruptus,
- Cyclosorus lenormandii
- Cyclosorus striatus

## Sinonimia
| - Ampelopteris - Amphineuron - Chingia - Christell - Cyclogramma - Glaphyropteridopsis | - Goniopteris - Meniscium - Menisorus - Mesophlebion - Pelazoneuron - Plesioneuron | - Pneumatopteris - Pronephrium - Pseudocyclosorus - Sphaerostephanos - Stegnogramma - Steiropteris - Trigonospora |